# Resolució 1776 del Consell de Seguretat de les Nacions Unides
La Resolució 1776 del Consell de Seguretat de les Nacions Unides fou adoptada el 19 de setembre de 2007. Després de reafirmar totes les resolucions sobre la situació a l'Afganistan, particularment les resolucions 1386 (2001), 1413 (2002), 1444 (2002), 1510 (2003) i 1563 (2004), 1623 (2005), 1659 (2005) i 1707 (2006) i les resolucions 1368 (2001) i 1373 (2001) sobre el terrorisme, el Consell va ampliar l'autorització de la Força Internacional d'Assistència i de Seguretat (ISAF) un any fins al 13 d'octubre de 2008.

## Detalls
Sota el Capítol VII de la Carta de les Nacions Unides el Consell, condemnant enèrgicament la violència que continuava desestabilitzant l'Afganistan, decideix estendre l'autorització de la ISAF un any més i demana als Estats membres que aportessin personal, equips i finançament per enfortir la Força i fer-la més eficaç. També va subratllar la importància de millorar els serveis de seguretat afganesos per proporcionar solucions a llarg termini a la violència al país, i va encoratjar a la ISAF i altres socis a mantenir els seus esforços per entrenar i capacitar a la Policia Nacional i altres forces afganeses.
La resolució fou aprovada per 14 vots a favor i cap en contra, i l'abstenció de la Federació de Rússia, el representant de la qual va dir que, tot i que el seu país havia recolzat tradicionalment a la ISAF i la continuació del seu mandat, ja que la Força continua sent important en la lluita contra l'amenaça terrorista plantejada pels talibans i Al-Qaeda, s'havia abstingut en la votació perquè encara no s'havia d'aclarir el nou tema de la intercepció marítima.
En declaracions després de la votació, els representants d'Itàlia i la Xina van dir que havien votat a favor de la resolució perquè donava el millor suport a l'estabilitat de l'Afganistan. Tanmateix, el representant de la Xina va expressar l'esperança que les futures decisions sobre el tema es fessin per consens.